# Leptacis rugiceps
Leptacis rugiceps är en stekelart som först beskrevs av William Harris Ashmead 1893.  Leptacis rugiceps ingår i släktet Leptacis och familjen gallmyggesteklar. Inga underarter finns listade i Catalogue of Life.